# NGC 1886
NGC 1886 est une galaxie spirale vue par la tranche et située dans la constellation du Lièvre. NGC 1886 a été découverte par l'astronome américain Frank Müller en 1886.

## Caractéristiques
Sa vitesse par rapport au fond diffus cosmologique est de 1 788 ± 10 km/s, ce qui correspond à une distance de Hubble de 26,4 ± 1,9 Mpc (∼86,1 millions d'al).
À ce jour, deux douzaines de mesures non basées sur le décalage vers le rouge (redshift) donnent une distance de 31,312 ± 4,599 Mpc (∼102 millions d'al), ce qui est à l'intérieur des valeurs de la distance de Hubble. Notons cependant que c'est avec la valeur moyenne des mesures indépendantes, lorsqu'elles existent, que la base de données NASA/IPAC calcule le diamètre d'une galaxie et qu'en conséquence le diamètre de NGC 1886 pourrait être d'environ 35,6 kpc (∼116 000 al) si on utilisait la distance de Hubble pour le calculer.
La classe de luminosité de NGC 1886 est II-III et elle présente une large raie HI. Elle renferme également des régions d'hydrogène ionisé.